# BizkaiBus

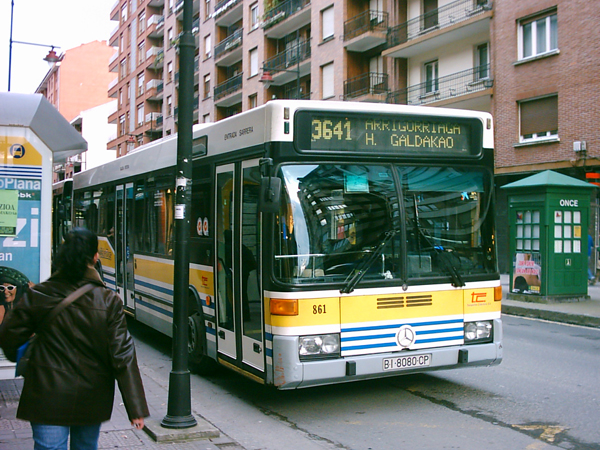
Bus an Haltestelle

BizkaiBus ist der Name eines Busunternehmen in der baskischen Provinz Bizkaia, Spanien. Das Busunternehmen ist im Besitz der baskischen Autonomieregierung.
Die Busse sind am gelben Sichtstreifen zu erkennen. 108 Buslinien sind innerhalb der Provinz Bizkaia im Einsatz.